# 小松崎拓男
小松崎 拓男（こまつざき たくお、1953年 - ）は、金沢美術工芸大学教授。美術評論家連盟会員。

## 経歴
学習院大学大学院博士後期課程中退。NTTインターコミュニケーション・センター[ICC]学芸課長、広島市現代美術館学芸課長、同副館長を経て2007年より現職。

## 企画
- 「TOKYO POP」（平塚市美術館）
- 「New Media New Face / New York」（NTTインターコミュニケーション・センター[ICC]）
- 「絵画新世紀」（広島市現代美術館）
- 「エコメトロ」（光州ビエンナーレ）
- 「菅木志雄-在るということ」（金沢美術工芸大学アートギャラリー）
- 「もうひとつの木下晋-ヒエログリフダイアリー」（金沢美術工芸大学アートギャラリー）

## 著作
『TOKYO POPから始まる　日本現代美術 1996–2021』(2022)